# Olesin (Lublin)
Olesin [pronunciación en polaco: /ɔˈlɛɕin/] (en ucraniano: Олесин) es un pueblo ubicado en el distrito administrativo de Gmina Gorzków, dentro del Condado de Krasnystaw, Voivodato de Lublin, en Polonia oriental. Se encuentra aproximadamente a 7 kilómetros al noreste de Gorzków, a 10 kilómetros al oeste de Krasnystaw, y a 44 kilómetros al sureste de la capital regional Lublin.